# Silvertärna
Silvertärna (Sterna paradisaea) är en havsfågel inom familjen måsfåglar. Den är en flyttfågel som häckar i kolonier cirkumpolärt i arktiska och subarktiska områden i Europa, Asien och Nordamerika. Arten är känd för att vara det djur i världen som flyttar den längsta sträckan mellan sin häckningsplats och sina vinterkvarter, som återfinns i Antarktis. De populationer som flyttar längst förflyttar sig årligen cirka 90 000 kilometer, vilket motsvarar mer än två varv runt jorden. Tack vare dessa långa förflyttningar är silvertärnan den organism som sammanlagt får uppleva flest soltimmar per år.
Silvertärnan är en medelstor fågel med en djupt kluven stjärt. Den är till största delen vit med grå mantel, svart hätta, röd näbb och röda ben. Den är långlivad. Den äter främst fisk och små marina ryggradslösa djur. Den är en vanlig art med en uppskattad världspopulation på en miljon individer. Den globala populationstrenden för arten är inte känd, men mänsklig aktivitet har påverkat den sydligt häckande populationen negativt.

## Utseende och fältkännetecken

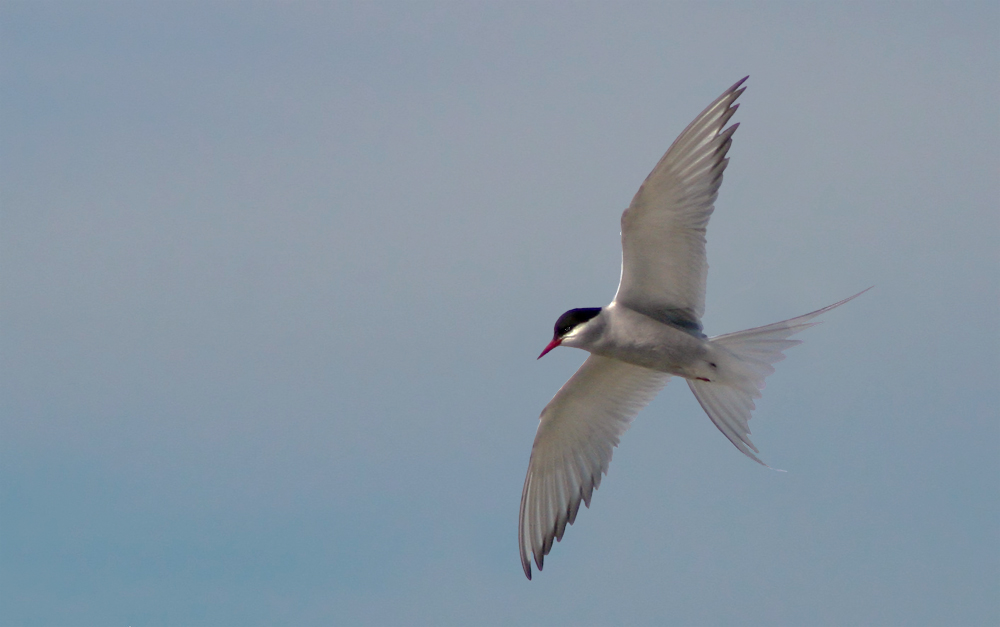
Här syns tydligt kontrasten mellan den ljusgrå strupen och den vita kinden.

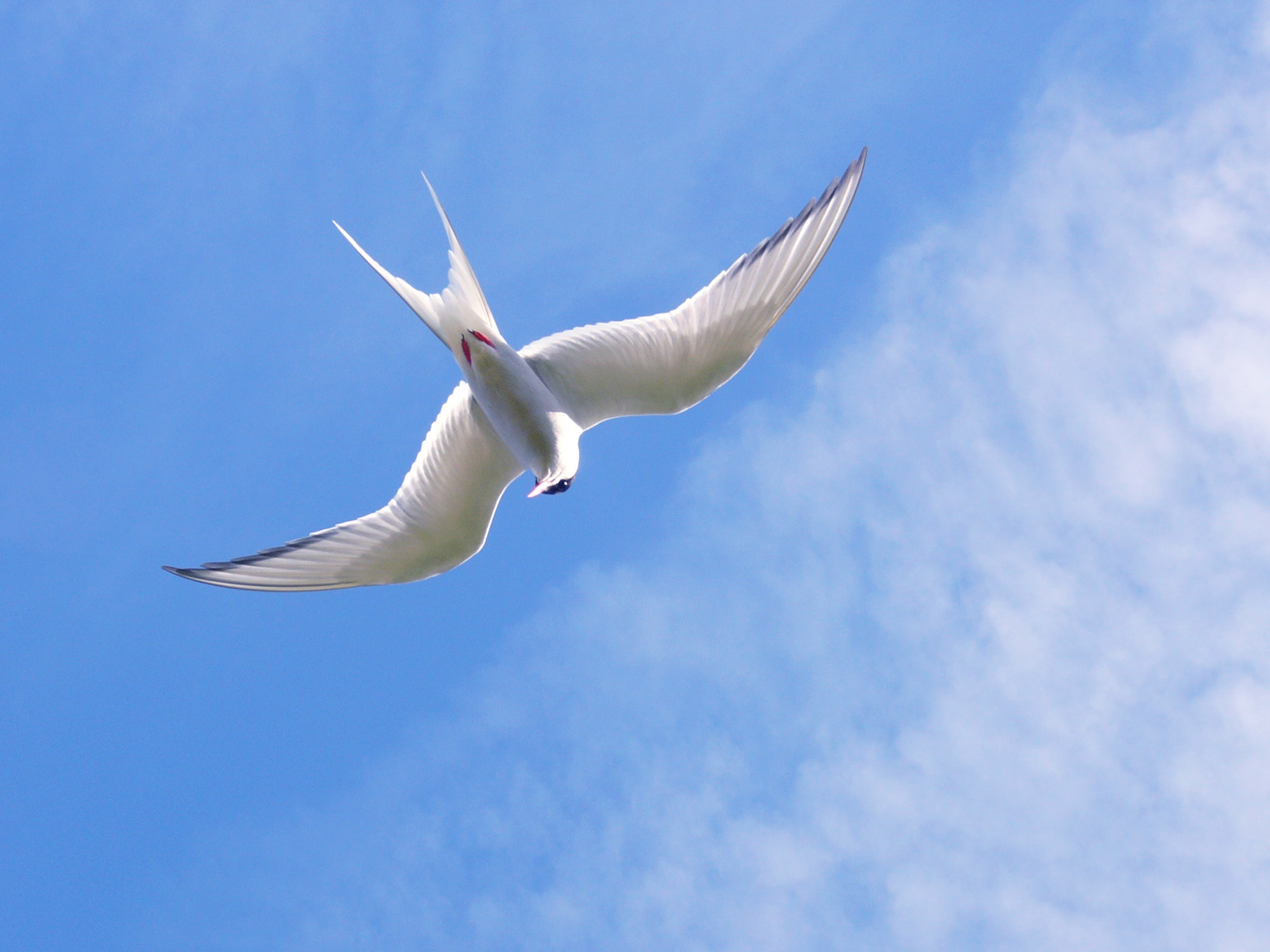
På denna bild, tagen på Island, syns hur silvertärnans alla vingpennor genomlyses av solen, vars ljus nästan gör dem genomskinliga.

Silvertärnan är en smäcker, långvingad och långstjärtad tärna som är mycket lik fisktärnan (Sterna hirundo). Den är 33–39 centimeter lång. Av denna längd utgör stjärten hos adulta fåglar 7–11,5 centimeter. Den har ett vingspann på 66–77 centimeter  och väger drygt 100 gram. Stjärten är kluven till minst halva längden och når utanför vingspetsarna på en stående fågel.
De fältkännetecken som gör silvertärnan särskiljbar från fisktärnan är främst att den har kortare näbb, hals och huvud, som också är rundare, men längre stjärt och mycket kortare ben, som oftast knappt syns när fågeln står. Dess proportioner gör att vingarna i flykten ser ut att sitta framför mittpunkten på fågeln. På fisktärnan däremot ser vingarna ut att sitta på mitten. Silvertärnan har också en lättare, mer fjädrande flykt.
Den adulta fågeln har i häckningsdräkt helsvart hjässa, blodröda fötter och en näbb som helt saknar svart spets, till skillnad från fisktärnans. Nedre delen av strupen, liksom halsen och buken, är gråtonad. I goda ljusförhållanden ser man detta i kontrast till övre delen av strupen, som liksom kinden är vit. Vingens ovansida är jämnt ljusgrå, och alla vingpennorna är vita och genomskinliga när man ser fågeln underifrån. Handpennorna har en liten svart spets längst ut vilket ger den yttre vingbakkanten ett distinkt smalt, svart streck.
I adult vinterdräkt har silvertärnan svart näbb och gråsvarta ben. Sommarens helsvarta hjässa har till viss del ruggats bort, så att fågeln har vit panna, medan hjässa och nacke är svarta. Detta svarta fält sträcker sig fram över ögat. Kinden, strupen, bröstet och undersidan är vita. Den första sommardräkten liknar vinterdräkten.
Den juvenila fågeln har i sin allra första dräkt ljusrosa ben, orange undernäbb och gråsvart övernäbb. Den är svart i nacken och ljus med antydan av beige framme i pannan. Strupen, bröstet och undersidan är vita. I flykten ser man dess distinkta svarta bakkant på både ovan- och undersidan av handpennorna medan armpennorna är vita liksom stjärten och övergumpen. Den har endast få gula inslag på vingens ovansida. Mycket tidigt (kring augusti och september) mörknar näbben till att bli helsvart hos de juvenila fåglarna och nästan allt det gula bleknar snabbt ur fjäderdräkten. I första sommardräkt, det vill säga när fågel är ungefär ett år gammal, har den fortfarande något vitt i pannan men är i övrigt tecknad som en adult. Eftersom absoluta merparten ettåriga silvertärnor översomrar i vinterkvarteren ses denna dräkt mycket sällan i häckningsområdena. I denna dräkt kallas silvertärnan ibland för Portlandica.
Sträckande silvertärnor uppträder oftast i mindre flockar på något eller några tiotal fåglar. Ofta flyger de tätt över vågkammarna. Till skillnad från sin lite fladdriga flygstil vid häckningsplatserna så flyger silvertärnan under flyttningen mycket målmedvetet och med rytmiska vingslag.

## Läten
Silvertärnans läten är pipiga och klara ("pi-pi-pi...", "piy'piy'piy"), ringande "prri-eh" eller knackiga ("kt-kt-kt-krr-kt"). Varningslätet är likt fisktärnan eller torrare, ett tvåstavigt "krri-errrrr".

## Utbredning, taxonomi och flyttning

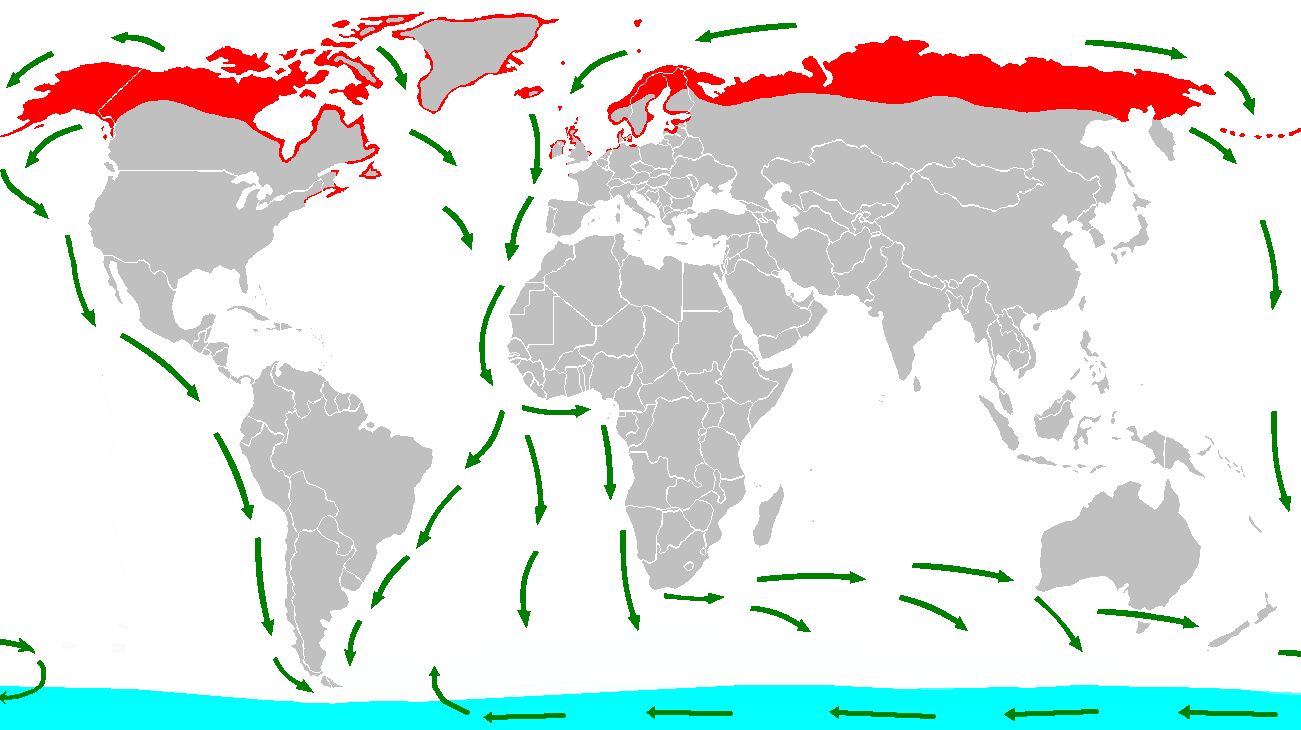
Utbredning:
Röd – häckningsområden
Blå – vinterkvarter
Grön – flyttrutter

Silvertärnan har en cirkumpolär utbredning med häckningsområden i norra Holarktis. Under norra halvklotets sommar befinner den sig på sina häckningsområden i kustområdena i de arktiska och subarktiska regionerna i Europa, Asien och Nordamerika. I Europa häckar den i Storbritannien, på Island, i Skandinavien, vid Vadehavet, i Baltikum och i nordligaste Europeiska Ryssland.
Silvertärnan är en flyttfågel och har sina vinterkvarter på södra halvklotet, där den befinner sig under södra halvklotets sommar. Man räknar med att silvertärnans utbredningsområde är cirka tio miljoner kvadratkilometer. Beroende på population flyttar en silvertärna mellan 15 000 och 45 000 kilometer enkel väg mellan häckningsområde och vinterkvarter. Resan tar två till tre månader. I Södra ishavet har man observerat silvertärnor som har rundat Antarktis. Genom sitt flyttbeteende får silvertärnan uppleva fler soltimmar per år än någon annan levande organism på jorden.
Man har funnit silvertärnor som har blivit över trettio år gamla, vilket innebär att dessa individer tillryggalagt ungefär 1 200 000 kilometer (det vill säga 40 000 kilometer multiplicerat med 30 år) under sina årliga flyttningar.
Merparten av fjolårsungarna stannar kvar på södra halvklotet under sitt andra levnadsår, och det är därför sällsynt att man ser en silvertärna i dess första sommardräkt i Europa.
Silvertärnan är monotypisk – det finns med andra ord inga underarter.

### Förekomst i Sverige
I Sverige uppträder silvertärnan från slutet av april till början av augusti. Den är lika vanlig som fisktärnan, men på grund av att den häckar i stora koncentrationer på få platser, och att dessa ofta befinner sig på för människan mer otillgängliga platser, blir den under häckningstid inte lika ofta sedd som denna. Den häckar vid kuster och i ytterskärgården utefter västkusten och ostkusten, men även vid Vänern, i fjällen och vid olika typer av vatten i Norrlands inland.

## Ekologi

### Biotop och häckning

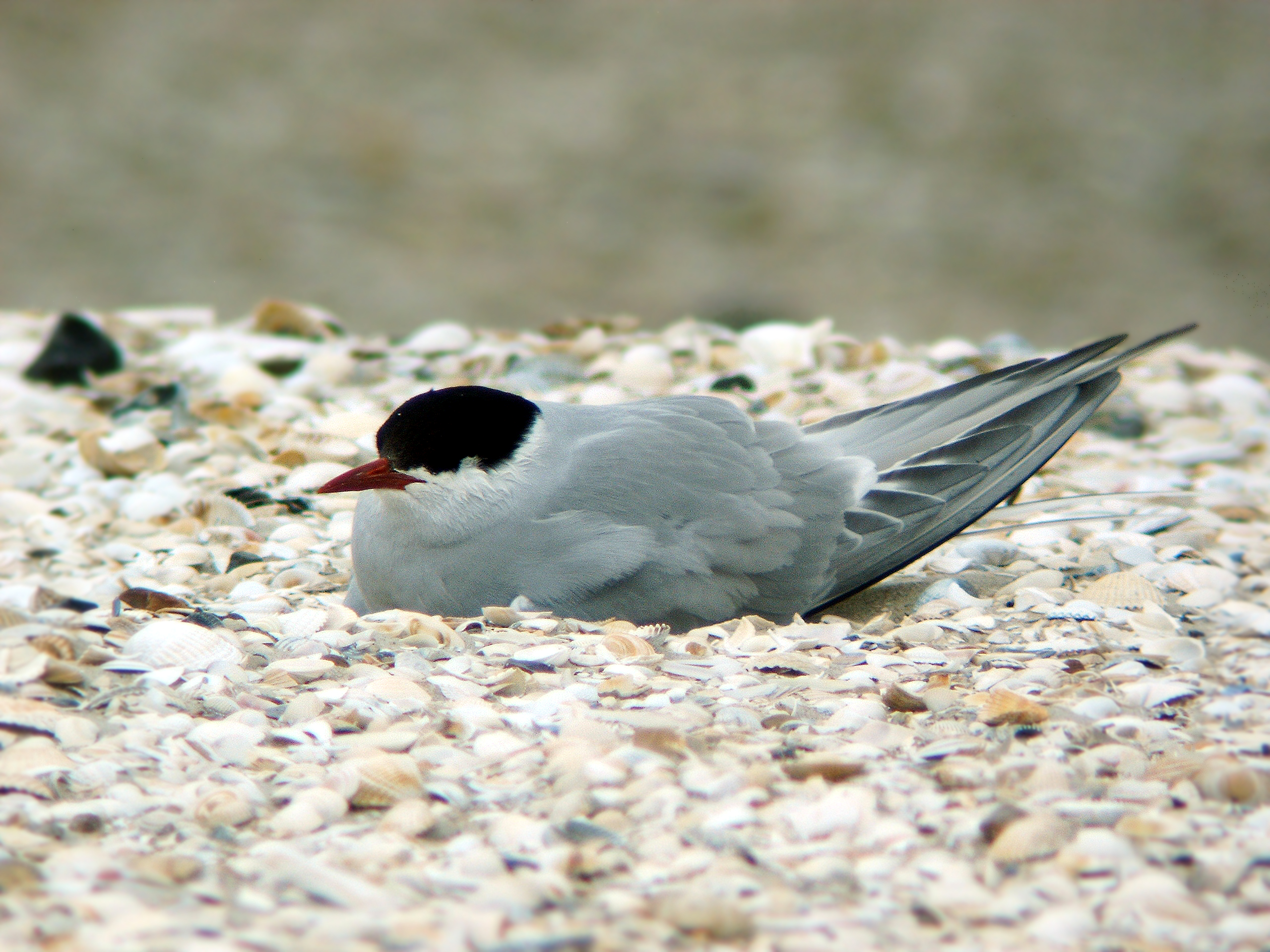
Häckande silvertärna på i Amrum i Schleswig-Holstein.

Silvertärnan häckar i kolonier och bildar ofta blandade flockar med fisktärna. De nordligaste kolonierna kan vara mycket omfattande, men de häckar också i enstaka par utefter kuster och i ytterskärgård. Andra häckningsplatser är vid olika typer av vattendrag i fjällen, på tundran och taigan. Silvertärnan föredrar mer växtfattiga biotoper än fisktärnan. I fjällen förekommer bon ofta på grusiga stränder vid högplatåvatten. Vid kusten återfinns bona på kala bergsryggar och längre söderut på sandstränder.
Silvertärnan börjar häcka under det tredje eller fjärde levnadsåret. Den bildar livslånga par och återvänder i de flesta fall till samma koloni varje år. Den lägger mellan ett och tre ägg per kull, oftast två.
Parningsleken är avancerad, särskilt bland fåglar som häckar för första gången: Den börjar med att honan jagar hanen till hög höjd för att sedan långsamt flyga nedåt. Denna uppvisning åtföljs av flygningar där hanen erbjuder honan fisk. Uppvaktningen på marken involverar svassande med resta stjärtfjädrar och sänkta vingar. Efter detta flyger vanligen båda fåglarna upp och cirklar om varandra. Hanen och honan kommer överens om en boplats och försvarar denna. Även under denna tid utfodrar hanen honan. Parningen sker kort därefter.

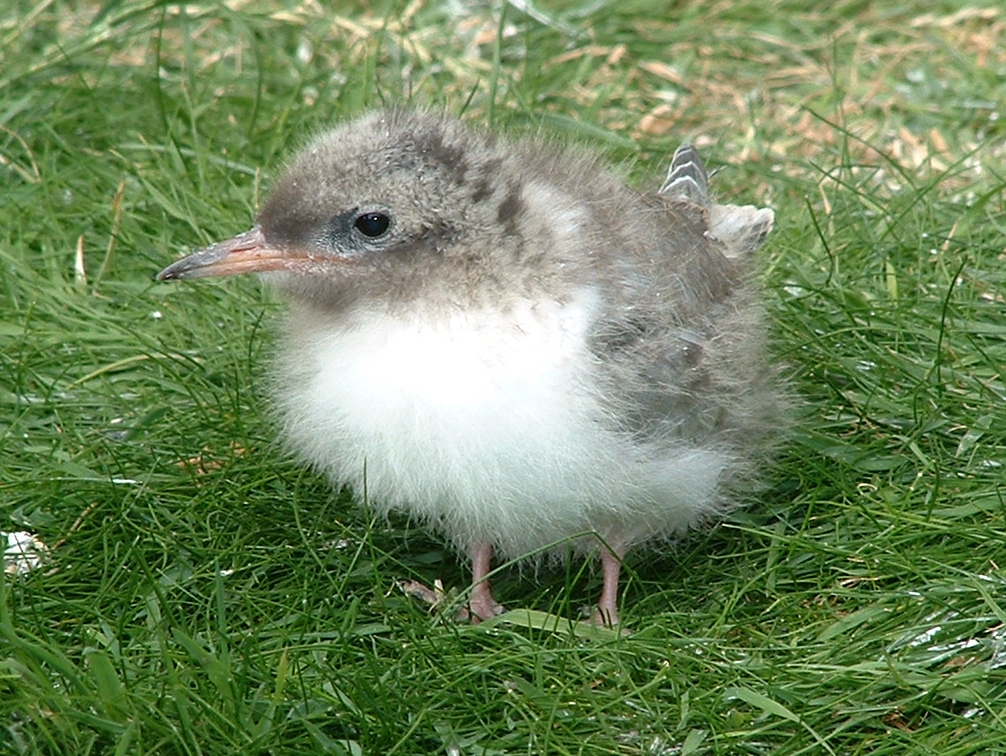
En silvertärneunge på Farne Islands i Northumberland i England.

Silvertärnan är en av de aggressivaste tärnorna och försvarar våldsamt sitt bo och sina ungar. Den kan attackera människor och stora rovdjur, vanligen genom att slå mot hjässan eller bakhuvudet. Trots att den är för liten för att orsaka allvarliga skador kan dock blodvite uppstå. Andra fåglar kan gynnas av att häcka i ett område som försvaras av silvertärnor.

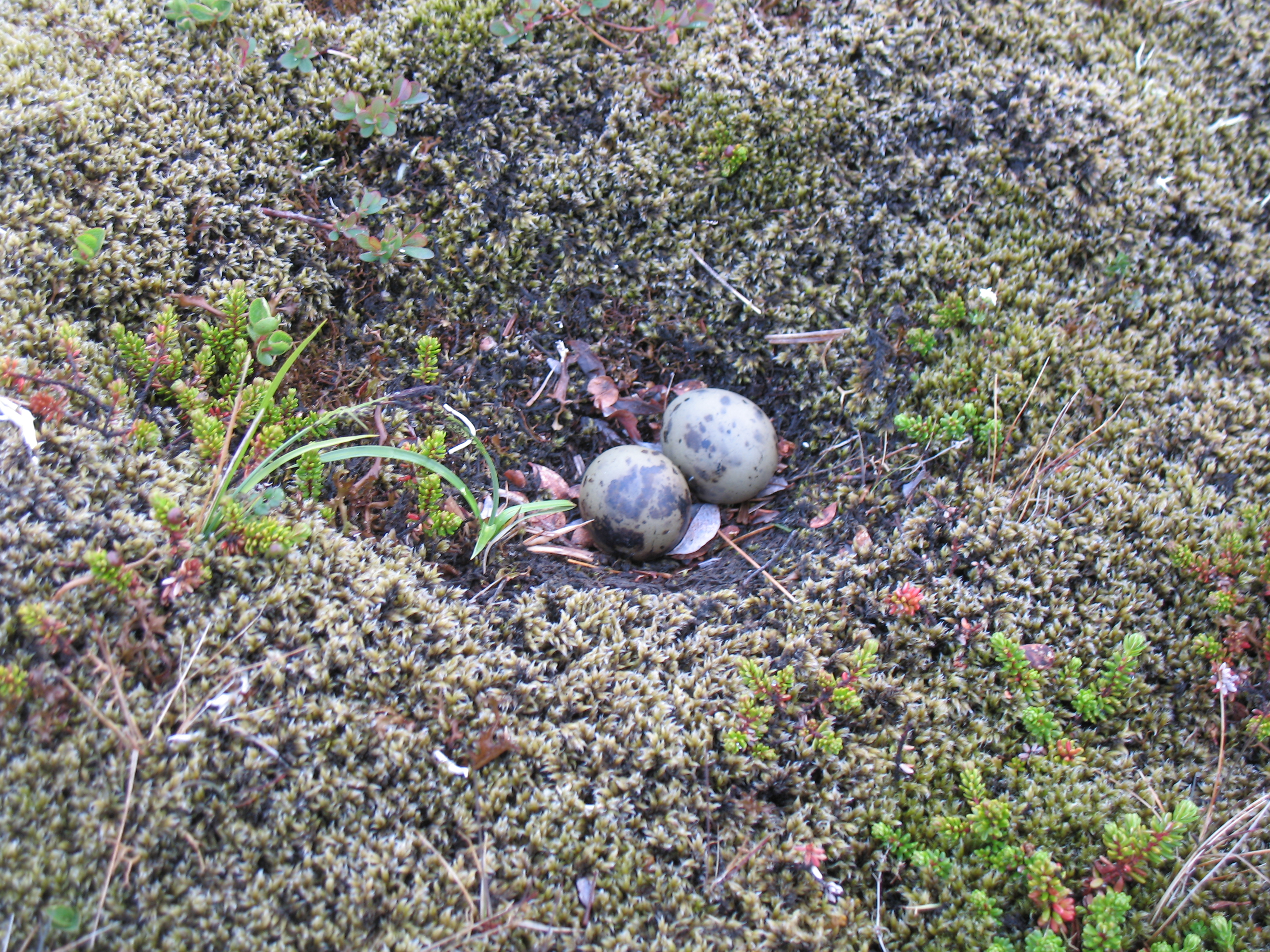
Silvertärnebo med två ägg i Þingvellir nationalpark på Island

Boet är enkelt och består ofta bara av en fördjupning i marken, som kan vara fodrad med bitar av gräs eller liknande material. Äggen är spräckliga och kamouflerade. Båda föräldrarna deltar i ruvningen. Ungarna kläcks efter 22–27 dagar och blir flygga efter 21–24 dagar. Om föräldrarna blir störda och ofta flyger iväg från boet kan ruvningstiden förlängas till så länge som 34 dagar. I Sverige sker äggläggningen normalt i maj.
När de har kläckts är ungarna duniga. De är varken bostannare eller borymmare och börjar röra på sig och utforska sin omgivning inom en till tre dagar efter kläckningen. Vanligen strövar de inte långt bort från boet. Ungarna värms av de vuxna under de första tio dagarna efter kläckningen. Båda föräldrarna tar hand om ungarna. Ungarnas föda innehåller alltid fisk, och föräldrarna tar med sig större byten till ungarna än de äter själva. Hanar hämtar mer mat än honor gör. Föräldrarnas utfodring varar i ungefär en månad innan ungarna långsamt avvänjs. Efter att de har blivit flygga lär sig ungarna att utfodra sig själva, inklusive den svåra metoden att dyka. De flyger tillsammans med sina föräldrar söderut för att övervintra.
Silvertärnor är långlivade fåglar som ägnar mycket tid åt att uppfostra ett fåtal ungar och sägs därför vara K-selekterade. Den högsta belagda livslängden är 34 år. En livslängd på tjugo år kan vara vanlig, och en undersökning på Farne Islands uppskattade att 82 procent av population överlevde varje år.

### Föda och beteende
Silvertärnans diet varierar beroende på plats och tidpunkt på året, men den är mestadels köttätare. Den äter främst småfisk eller marina kräftdjur. Fisk är den viktigaste födan och utgörs huvudsakligen av ett–två år gamla stimlevande fiskar som sill, torsk, tobis och lodda. Bland de marina kräftdjuren återfinns i silvertärnans föda arter som tångloppor, krabbor och krill. Ibland äter silvertärnor också blötdjur, marina maskar och bär, på sina nordliga häckningsplatser även insekter.
På ett karaktäristiskt sätt för alla arter inom släktet Sterna ryttlar tärnan en bit över vattenytan för att lokalisera småfisk med synen. När detta är gjort drar den ihop vingarna, störtdyker ned i vattnet och fångar småfisk som befinner sig nära vattenytan. Ibland födosöker de istället genom att mycket nära vattenytan snappa upp föda. Trots sin ringa storlek ägnar sig silvertärnan ibland åt kleptoparasitism, det vill säga den jagar andra fåglar som då hetsas att släppa sitt byte. Ett flertal olika fågelarter råkar ut för detta beteende, däribland artfränder, andra tärnor (som fisktärna), alkor och doppingar.
Under sin häckningsperiod är silvertärnan sårbar för predation från katter och andra djur. Den större silltruten är inte bara en motståndare genom att tävla om samma häckningsplatser utan äter också silvertärnans ägg och ungar. För att motverka denna form av predation är äggen kamouflagefärgade och silvertärnan väljer ofta isolerade häckningsplatser. Under födosökningen blir de ofta mobbade av labbar, trutar och andra tärnor som försöker stjäla deras föda. Silvertärnan häckar ofta i artblandade kolonier med andra tärnor som fisktärna och kentsk tärna (Sterna sandvicensis).

## Silvertärnan och människan

### Hot och status
Silvertärnan har ett mycket stort utbredningsområde, men minskar i antal, dock inte tillräckligt kraftigt för att den ska betraktas som hotad globalt. IUCN kategoriserar arten som livskraftig (LC) sedan 1988. Världspopulationen uppskattas till fler än två miljoner individer, varav det i Europa tros häcka 564 000–906 000 par.
Silvertärnor är hotade i vissa länder. Den hör också till de arter som omfattas av Agreement on the Conservation of African-Eurasian Migratory Waterbirds. Arten minskade i New England i slutet av 1800-talet på grund av jakt för modistindustrin. Exploateringen fortgår på västra Grönland, där arten har minskat kraftigt sedan 1950.
I den södra delen av utbredningsområdet i Nordamerika har silvertärnan minskat i antal. Till stor del beror detta på brist på föda.
I Sverige har den dock ökat i antal, de senaste 30 åren med hela 50–70 %. Det svenska beståndet anses vara livskraftigt.

### Namn
Äldre synonymer för silvertärna är rödnäbbad tärna, polartärna och kusttärna. Enligt Svenska Akademiens Ordbok är äldsta kända källan där trivialnamnet silvertärna förekommer "Foglarne", vilket är volym två i bokserien Djurens lif av den tyska zoologen Alfred Edmund Brehm Detta skulle innebära att namnet myntades av översättaren Johan Erik Wahlström.
När silvertärnan bär sin första sommardräkt, ungefär vid ett års ålder, kallas den ibland för portlandica. Termen härstammar från 1874 och ornitologen Robert Ridgway som felaktigt identifierade silvertärnor i denna dräkt som den egna arten Sterna portlandica. Artnamnet refererar till att han observerade dessa tärnor i Portland, Maine. Termen portlandica används ibland även för andra tärnor i första sommardräkt.

### I kulturen
Silvertärnan har förekommit på frimärken från flera länder och territorier, som de självstyrande områdena Åland, Alderney och Färöarna och länderna Kanada, Finland, Island och Kuba.